# Košarkaški klub AMAK SP Ohrid
Il K.K. AMAK SP Ohrid è stata una società cestistica avente sede a Ohrid, nella Repubblica di Macedonia. Fondata nel 2005, ha giocato nel campionato macedone fino al 2009, anno del suo scioglimento.

## Palmarès
- Coppa di Macedonia: 1

2009